# Stal Mielec (wielosekcyjny klub sportowy)
Stal Mielec – wielosekcyjny klub sportowy założony 10 kwietnia 1939 w Mielcu jako Klub Sportowy PZL Mielec. Barwy biało-niebieskie.
Sekcją wiodącą była piłka nożna, choć to piłkarze ręczni jako pierwsi spośród zawodników uprawiających sporty drużynowe zakwalifikowali się do rozgrywek najwyższego szczebla w kraju. Ponadto w klubie w różnych okresach funkcjonowały także sekcje bokserska, lekkoatletyczna, siatkówki kobiet i mężczyzn, tenisa stołowego, kolarska, gimnastyki, koszykarska, motocyklowa, szachowa, hokeja na lodzie, sportów wodnych i szermierki.
Klub posiadał wiele obiektów sportowych usytuowanych głównie na Osiedlu Kusocińskiego, z których najważniejsze to stadion Stali Mielec i hala sportowo-widowiskowa MOSiR.
12 czerwca 1997 podjęto decyzję o rozwiązaniu klubu. Na bazie dawnych sekcji powstały samodzielne kluby.

## Sekcje

### Piłka nożna
Dwukrotny mistrz Polski w sezonach 1972/73 i 1975/76, wicemistrz 1974/75, finalista Pucharu Polski 1975/76 oraz jeden z dwóch polskich ćwierćfinalistów Pucharu UEFA w historii (edycja 1975/76). W czasach świetności klubu, które przypadły na lata 70. XX wieku, grało w nim wielu reprezentantów Polski i innych czołowych piłkarzy.
Obecnie (sezon 2024/25) drużyna gra w PKO BP Ekstraklasie.

### Piłka ręczna mężczyzn
Największymi osiągnięciami zespołu są tytuł Wicemistrza Polski w 1975 i Puchar Polski w 1971.
Od sezonu 2010/2011 zespół startuje w rozgrywkach PGNiG Superligi.

### Siatkówka kobiet
Sekcja powstała w 1952, jednak największe sukcesy drużyna odnosiła jako samodzielny klub. Największe z nich to Wicemistrzostwo Polski w sezonie 2002/03, 3. miejsca Mistrzostw Polski w sezonach 1991/92, 1993/94, 1998/99 i 2003/04, finał Pucharu Polski 1998/99, a także uczestnictwa w Pucharze Konfederacji CEV (w tym ćwierćfinał w 2002/03).

### Siatkówka mężczyzn
Drużyna zdobyła Puchar Polski w 1976, w 1971 zaś grała w finale. W drużynie w latach 60. jako zawodnik grał Andrzej Niemczyk, który w 1965 jako 21-latek był trenerem drużyny mieleckich juniorów.
Obecny klub powstał w 2005, 8 lat po rozpadzie Stali. Występuje w III lidze.

### Lekkoatletyka
Reprezentanci sekcji lekkoatletycznej oraz obecnego klubu są zdobywcami wielu medali Mistrzostw Polski. Wielu z nich występowało w reprezentacji Polski.
Obecnie najbardziej utytułowanym zawodnikiem jest kulomiot Jakub Giża.

### Pływanie
Klubem powstałym na bazie sekcji pływackiej jest Ikar Mielec.

### Kolarstwo
Do kolarskich tradycji Stali nawiązuje Stowarzyszenie Kolarskie Stal Mielec.

## Władze klubu
| Od   | Do   | Prezes                   |
| ---- | ---- | ------------------------ |
| 1939 | 1939 | Tadeusz Golnik           |
| 1945 | 1947 | Maciej Sarnowski         |
| 1948 | 1950 | Marian Suszycki          |
| 1950 | 1952 | Stanisław Dudziński      |
| 1953 | 1953 | Kazimierz Dyląg          |
| 1954 | 1956 | Henryk Żołna             |
| 1956 | 1956 | Henryk Latos             |
| 1957 | 1957 | Franciszek Jasiński      |
| 1957 | 1959 | Marian Zimny             |
| 1959 | 1959 | Bolesław Mędrala         |
| 1959 | 1959 | Edward Kołacz            |
| 1960 | 1962 | Władysław Hubicki        |
| 1962 | 1965 | Witold Rycerski          |
| 1965 | 1967 | Stanisław Duszkiewicz    |
| 1967 | 1969 | Mieczysław Mądracki      |
| 1969 | 1972 | Stefan Gałka             |
| 1972 | 1975 | Julian Krężel            |
| 1975 | 1977 | Stefan Węgrzynek         |
| 1977 | 1979 | Mieczysław Mądracki      |
| 1979 | 1982 | Józef Starzyk            |
| 1982 | 1984 | Stanisław Bek            |
| 1984 | 1986 | Mieczysław Mądracki      |
| 1986 | 1987 | Józef Staniszewski       |
| 1987 | 1990 | Witold Słowiński         |
| 1990 | 1990 | Edward Świątek           |
| 1990 | 1991 | Teofil Hernik            |
| 1991 | 1992 | Andrzej Bińkowski (p.o.) |
| 1992 | 1993 | Tadeusz Witek            |
| 1993 | 1996 | Stanisław Wójtowicz      |
| 1996 | 1997 | Manfred Sieroń           |